# Teoria da presença de fenícios no Brasil

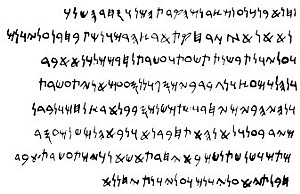
Cópia do texto da Pedra da Paraíba, enviado em 1872

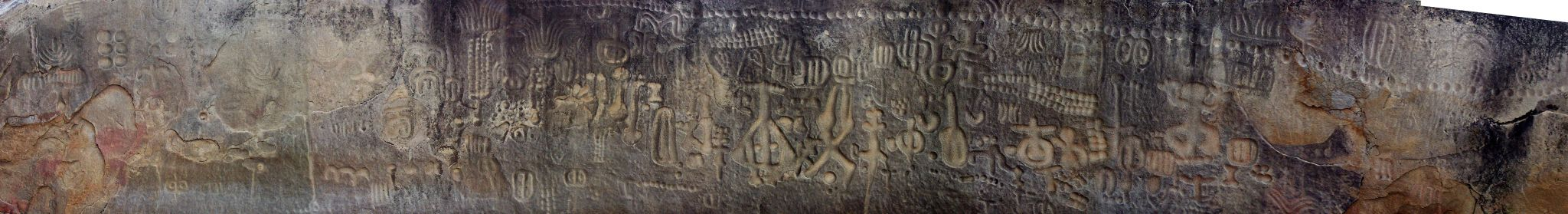
Inscrição da Pedra do Ingá (PB).

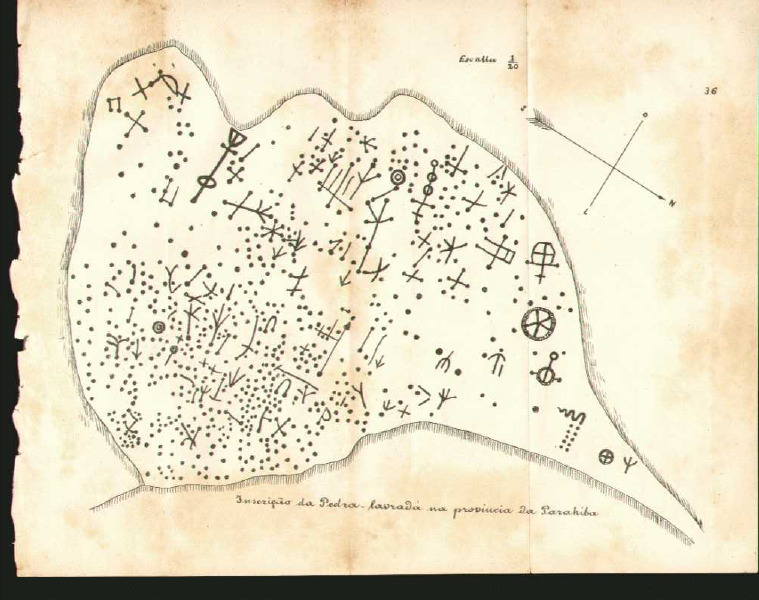
Inscrição da Pedra Lavrada, Jardim do Seridó (RN), por Soares Retumba

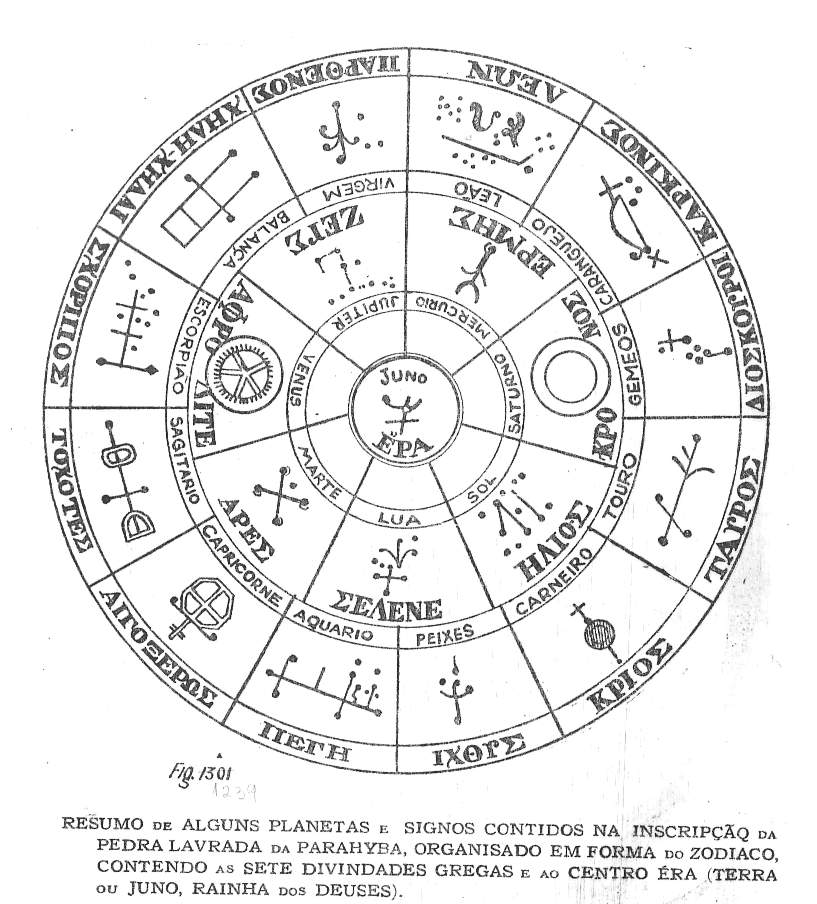
Parte da interpretação da inscrição da Pedra Lavrada (Jardim do Seridó) por Silva Ramos

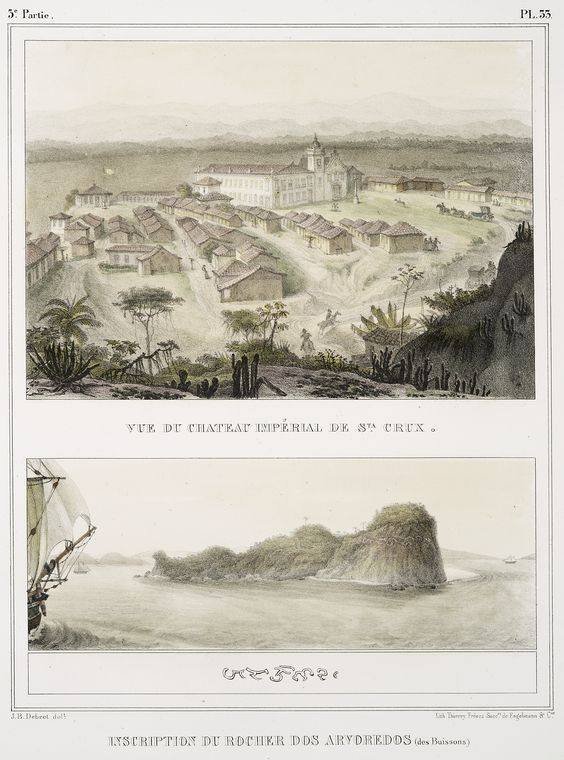
Inscrição registrada por Jean-Baptiste Debret no Rochedo dos Arvoredos, Ilhas do Arvoredo (SC).

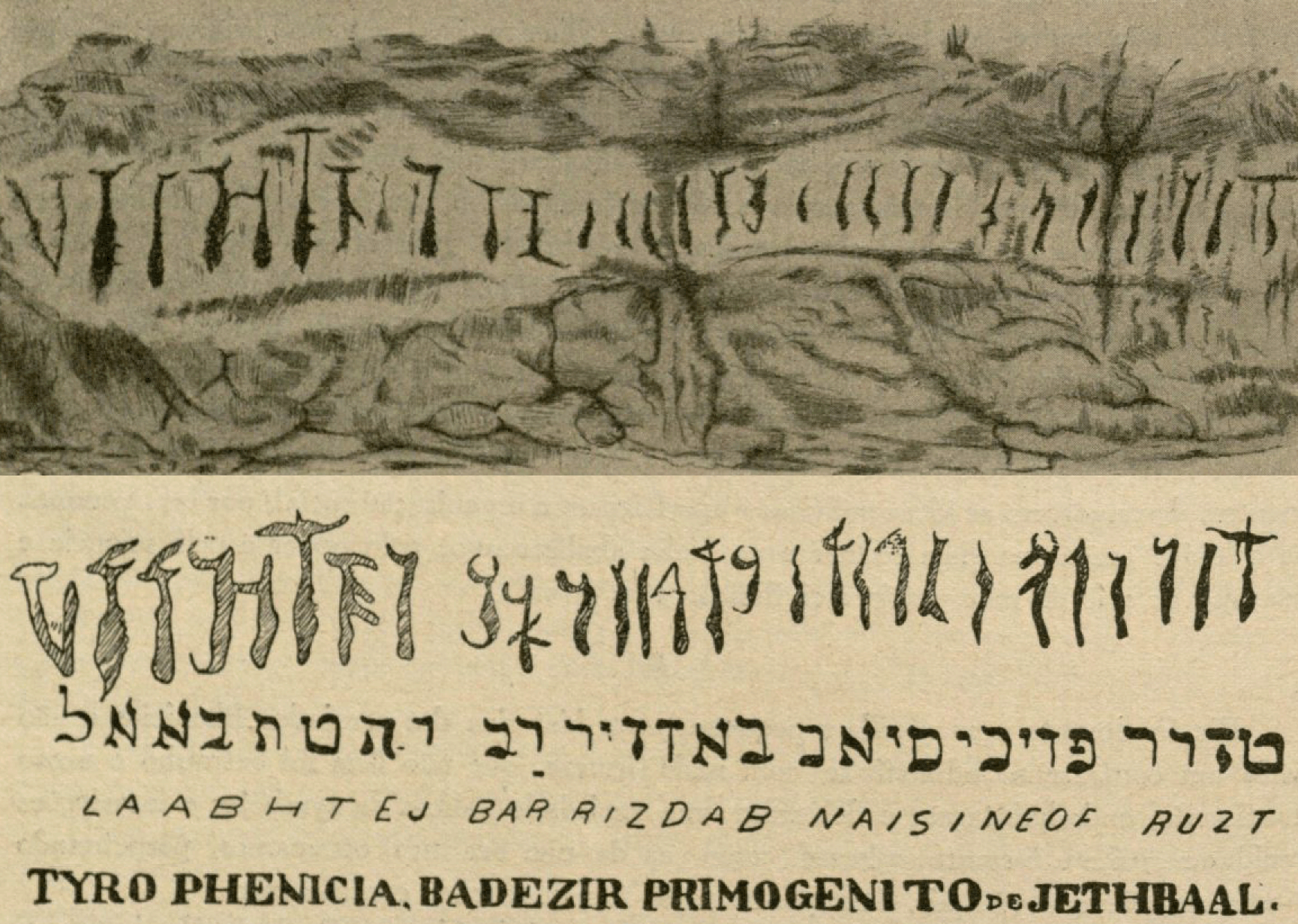
Interpretação da inscrição fenícia da Pedra da Gávea (RJ) por Silva Ramos

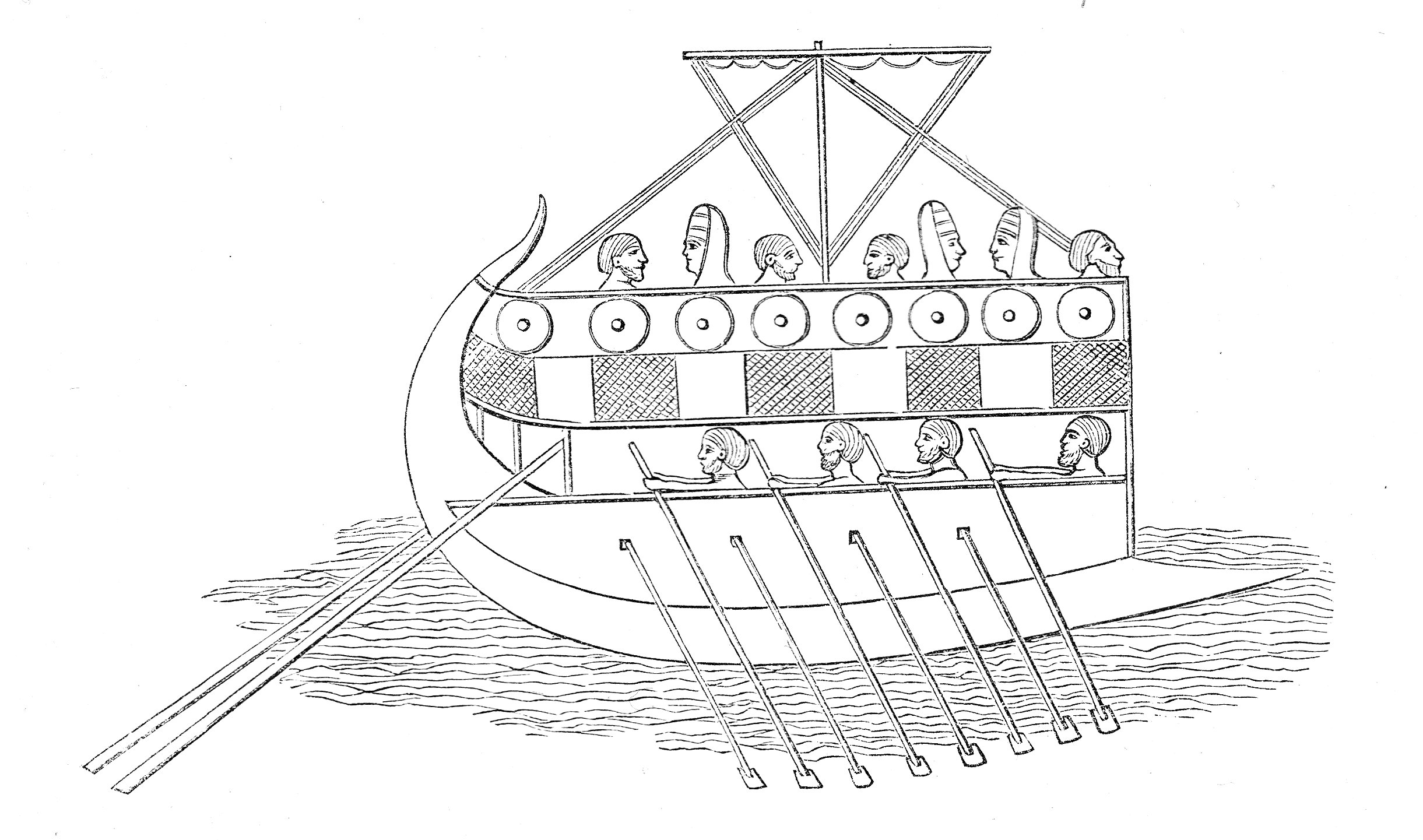
Navio fenício em “Illustrerad verldshistoria utgifven av E. Wallis. (v.I)”

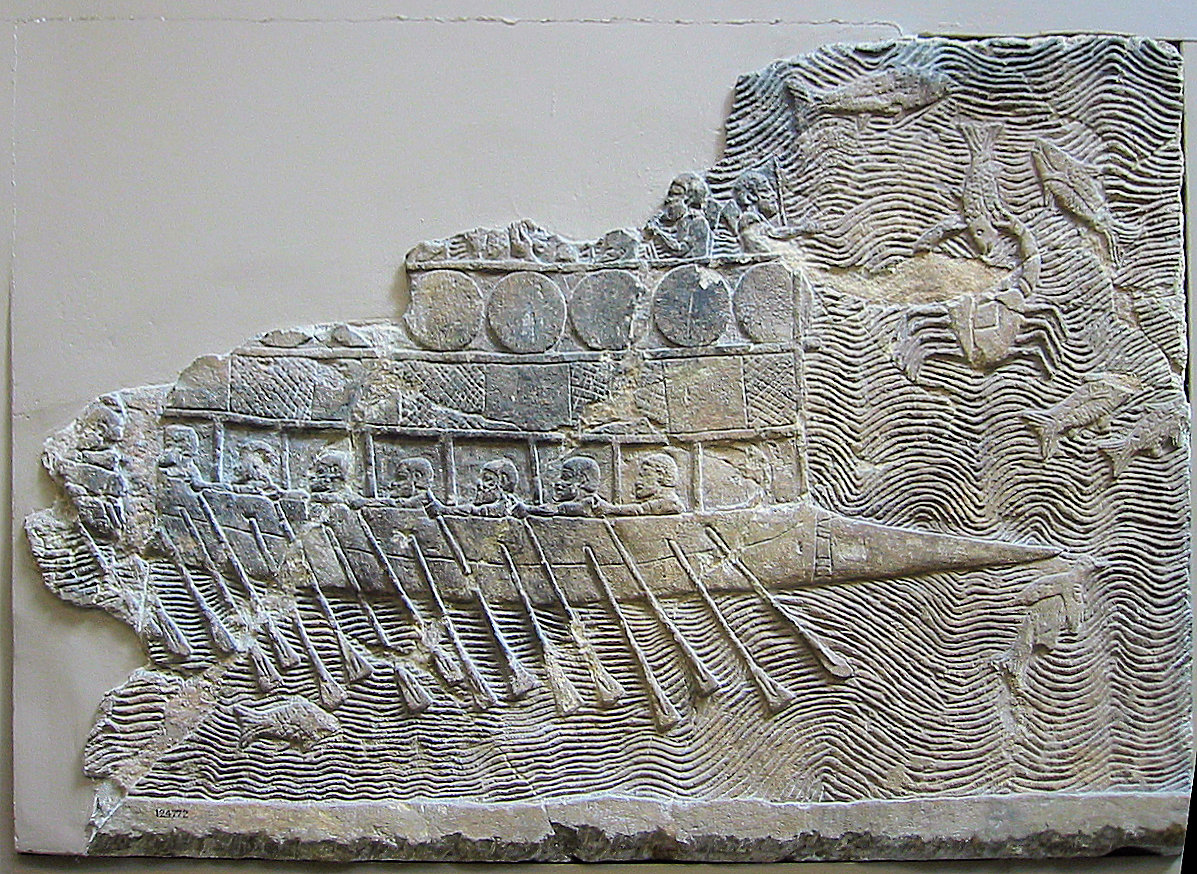
Navio de guerra assírio 700-692 a.C. de Nínive, Palácio Sudoeste, Sala VII, painel 11; provavelmente construído e comandado por fenícios empregados por Senaqueribe.

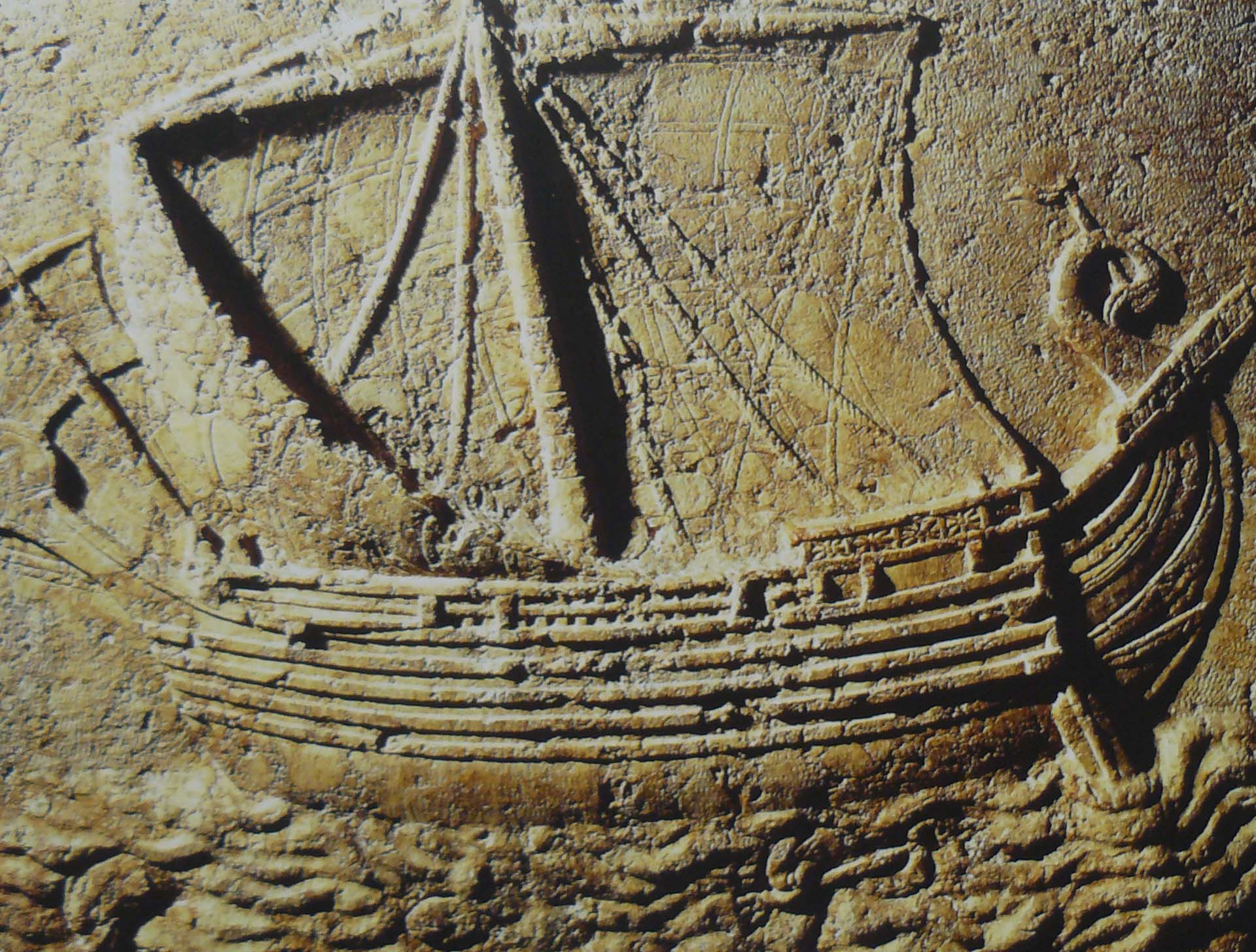
Navio fenício gravado em um sarcófago, século II d.C.

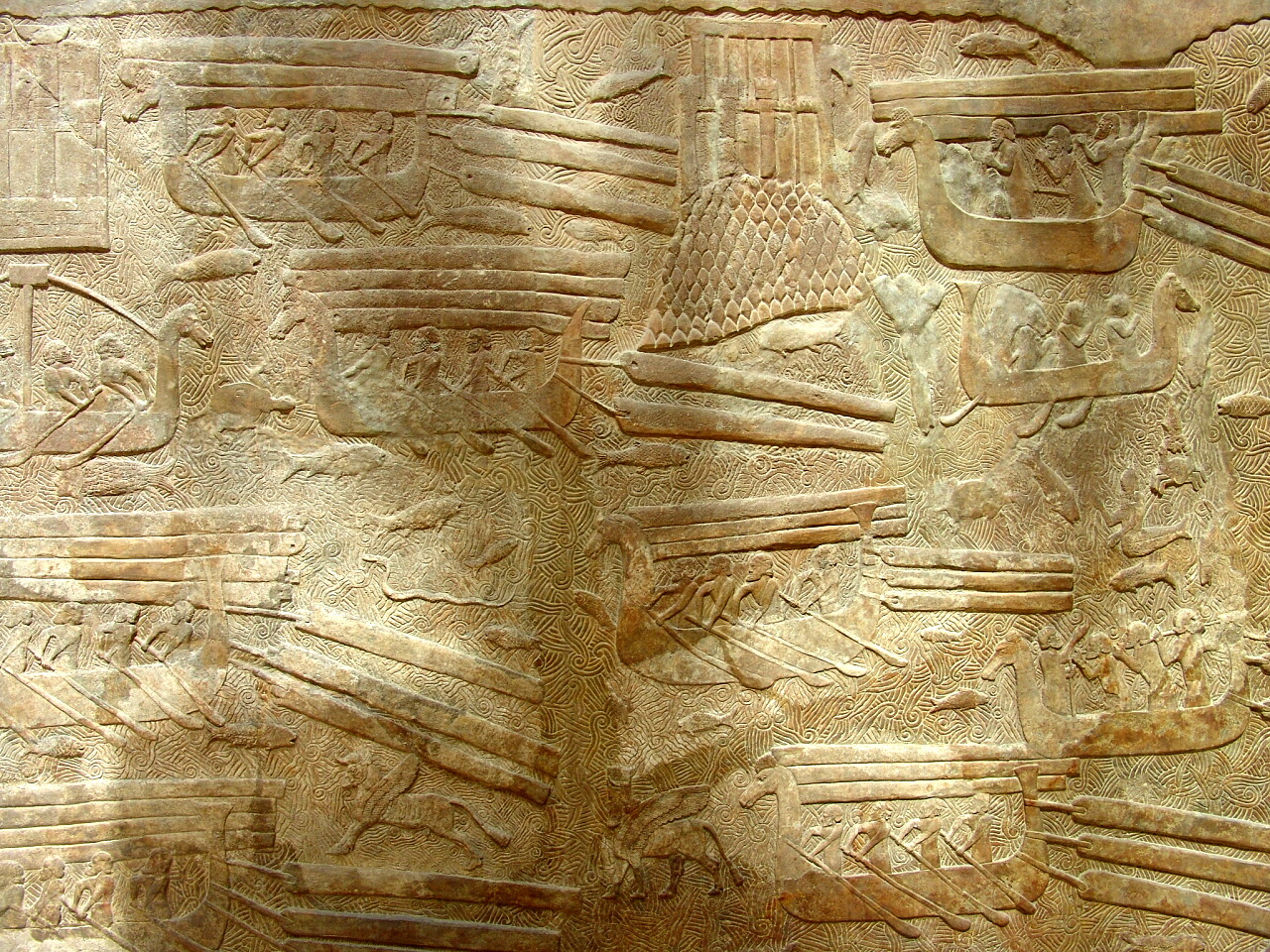
Navios fenícios (“hipos”): relevo do palácio de Sargão II da Assíria em Dur Xarruquim (hoje Corsabade). Museu do Louvre

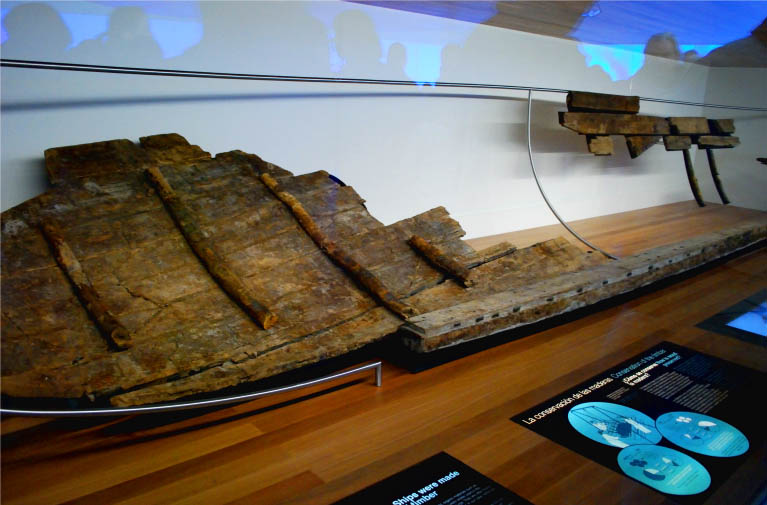
Restos do barco fenício Mazarron I século VII a.C., Museu Nacional de Arqueologia Subaquática (ARQUA) em Cartagena (Espanha)

A teoria da presença de fenícios no Brasil é uma controversa teoria levantada por alguns autores que sugere que o Brasil haveria sido visitado por navegadores fenícios na Antiguidade, baseando-se em registros sob a forma de inscrições e artefatos. Em complemento a estes testemunhos materiais, são apontadas também semelhanças entre as línguas indígenas do Brasil e das Américas e as antigas línguas semíticas e, ainda, a semelhança de tradições indígenas brasileiras, como por exemplo a mitologia tupi-guarani, a antigas tradições mediterrâneas. Alguns dos principais proponentes desta teoria são Ludwig Schwennhagen e Bernardo de Azevedo da Silva Ramos.

## História
As hipóteses mais antigas de que o continente americano poderia ter sido povoado por fenícios foram propostas por Robertus Comtaeus Nortmannus em 1644 e por Georg Horn, historiador e geógrafo alemão, em 1652. Onffroy de Thoron escreveu sobre viagens das frotas do rei Hirão de Tiro, da Fenícia, e do rei Salomão, da Judeia, no rio Amazonas, nos anos de 993 a.C. a 960 a.C.. Em apoio a essas ideias, Schwennhagen apresenta letreiros e inscrições como evidências, afirmando serem em maior parte escritos com letras do alfabeto fenício e da escrita demótica do Egito, observando encontrarem-se também inscrições com letras da escrita cuneiforme sumérica, antiga escrita babilônica, letras gregas e mesmo latinas. A obra de Silva Ramos também apresenta letreiros e inscrições do Brasil e da América, que são comparados com inscrições semelhantes dos países do velho mundo, observando-se homogeneidade na escrita. Schwennhagen cita Diodoro Sículo, História Universal, Livro 5, Capítulos 19 e 20 como exemplo de relato da primeira viagem de uma frota de fenícios a ter atravessado o Atlântico e chegado às costas do Nordeste do Brasil. Argumenta que, para esse fim, os navegadores fenícios teriam recorrido às correntes marítimas, propícias para a travessia. Schwennhagen afirma que a língua tupi pertence à grande família das línguas pelasgas, sendo um ramo da língua suméria. Em seu trabalho, refere que as sete tribos da nação tupi residiam em um país chamado Caraíba, um grande pedaço de terra firme localizado onde hoje fica o mar das Caraíbas, onde se tinham refugiado da desmoronada Atlântida. Chamaram-se “Caris” e eram ligados aos povos cários, da Cária, no Mediterrâneo. Em apoio a este conceito, cita a História do Brasil de Francisco Adolfo de Varnhagen para confirmar a tradição de uma migração dos caris-tupis de Caraíba para o norte do continente sul-americano, tradição que sobrevive ou sobrevivia ainda entre povos indígenas da Venezuela. Cita também o padre António Vieira, que afirma que os tupinambás e tabajaras contaram-lhe que os povos tupis migraram para o Norte do Brasil pelo mar, vindos de um país não mais existente. O país Caraíba teria desaparecido progressivamente, afundando no mar, e os tupis salvaram-se rumando para o continente. Os tabajaras diziam-se o povo mais antigo do Brasil, e se chamavam por isso “tupinambás”, “homens da legítima raça tupi”, pagando o desprezo de parte dos outros tupis, com o insulto “tupiniquim” e “tupinambarana”, tupis de segunda classe. Sempre se conservou a tradição de que os tupis tinham sete tribos, segundo o autor. Diferencia também o povo tapuia do povo tupi, dizendo serem os tapuias verdadeiros indígenas brasileiros.
De acordo com Schwennhagen, o continente americano é a lendária ilha das Sete Cidades. Diz o autor que tupi significa “filho ou crente de Tupã”. A religião tupi teria aparecido no Norte do Brasil cerca de 1050 a 1000 a.C., juntamente com os fenícios, propagada por sacerdotes cários, da ordem dos piagas. Os piagas (de onde deriva-se a palavra pajés) fundaram no Norte do Brasil um centro nacional dos povos tupis, denominando Piaguia a esse lugar, de onde formou-se o nome Piauí. Esse lugar eram as Sete Cidades (hoje, o Parque Nacional de Sete Cidades). A Gruta de Ubajara teria sido fruto de escavações para retirada de salitre, produto comercializado pelos fenícios. A cidade de Tutóia, no Maranhão, teria sido fundada por navegadores fenícios e por emigrantes da Ásia Menor que chegavam em navios fenícios, escolhendo o local para construir uma praça forte, onde dominariam a foz do rio Parnaíba.

## “Seres, Sóis e Sinais”
Os relatos de navegantes do Novo Mundo em busca das Índias revelam mais do terreno do mito do que da experiência. O coronel inglês Percy H. Fawcett, que acreditava na existência da “civilização remota do Y Brazil” — cujas sete cidades se alinhariam do Mato Grosso à Amazônia, em busca das “cidades perdidas” — ressaltava em seus escritos o aspecto mais fantasioso do mundo primitivo brasileiro que, desde o século XVI, deixou de ser um campo aberto à fantasia estrangeira: ocasião em que vieram as "missões estrangeiras" em busca do "El Dorado".
Descobertas recentes da arqueologia brasileira desconstroem a existência da "Cidade das Portas de Ouro", não acolhendo fenícios e nem marinheiros de Salomão em suas florestas. Não podiam saber que o Brasil era a terra dos "pardos nus", armados de arcos e flechas e com uma cultura originária. Ambrósio Fernandes Brandão foi o primeiro a assinalar — no Diálogo das Grandezas do Brasil — que havia no estranho país, sinalizações de uma arte "mui antiga".
Interessado por antropologia, o Imperador Pedro II do Brasil contribuiu para a arqueologia com a criação de instituições de pesquisa. Com a Proclamação da República do Brasil, os museus se tornaram centros de estudos do passado remoto, enquanto que, em Belém, o zoólogo suíço Emílio Goeldi reorganizava as suas pesquisas com influência da arqueologia da região. Foram estudiosos estrangeiros que deram início à pesquisa arqueológica no Brasil no século XIX, com ênfase nos "achados das pedras pintadas ou furadas" presentes nas narrativas do folclore. Auguste de Saint-Hilaire e Carl Friedrich Philipp von Martius tinham pesquisas voltadas especialmente para "antiguidades indígenas" e o botânico Peter Wilhelm Lund, pinturas rupestres. Este último, mais interessado no estudo de fósseis de animais extintos, fixou residência na aldeia de Lagoa Santa em 1834, para pesquisar as centenas de grutas da região. Lund viria a descobrir o Homem de Lagoa Santa, não tivesse interrompido as pesquisas, em 1844. J. A. Padberg–Drenkpol, pesquisador do Museu Nacional do Rio de Janeiro, realizou escavações arqueológicas em Lagoa Santa entre 1926 e 1929, porém, obteve resultados fracos. Kurt Nimuendaju, por exemplo, teve mais sucesso, com a descoberta da cultura "Santarém".
Essa movimentação de curiosos e estudiosos resultou na publicação do primeiro manual de arqueologia brasileiro por Angyone Costa, em 1934. Três anos depois, surgiu uma contribuição na forma de “primeira abordagem antropológica da arte rupestre em Sant’Ana da Chapada”, pesquisada por Herbert Baldus. Em 1941, José Anthero Pereira Jr., professor da USP, rechaçou as fantasias elaboradas em torno das inscrições primitivas, dadas como presença de fenícios, hebreus e "atlântidas". Durante muito tempo, o “novo mundo” foi dado como de povoamento tardio, se comparado com as idades mais remotas dos Homo sapiens, por volta dos 14 mil anos. Demorou até que estudos científicos aceitassem a ocupação da América do Sul como datada de muito mais antiga, com evidências da presença humana em patamares que foram recuando, do Homem de Lagoa Santa, até 47 mil anos — datação que se aproxima daquelas obtidas recentemente pela antropóloga Niède Guidon nos abrigos mais antigos do Parque Nacional Serra da Capivara, no Estado do Piauí, local do sítio arqueológico de Pedra Furada e Toca do Boqueirão —  remoto sítio pré-histórico continental cujo acervo é também composto de pinturas e inscrições da chamada "tradição Nordeste". Niède Guidon acredita que a entrada dos autores dessas “marcas” aconteceram em sucessivas vagas de grupos amarelos "saindo de vários lugares e seguindo diferentes caminhos" pela rota do norte, através do Estreito de Bering. Ainda segundo Niède Guidon,  a idade dessa “movimentação” poderá recuar ainda mais à medida que avançam os estudos da pré-história brasileira, cujos registros populacionais se encontram marcados em três grande áreas: o Litoral,  a Amazônia e o Interior.

## Inscrição de Pouso Alto às margens do Paraíba
No dia 13 de setembro de 1872, o Instituto Histórico e Geográfico Brasileiro (IHGB) foi notificado do encontro em "Pouso Alto, às margens do [rio] Paraíba", por Joaquim Alves da Costa, de inscrições gravadas em uma pedra. Uma transcrição da inscrição foi enviada ao IHGB. Despertaram grande interesse no Brasil, sendo estudadas primeiramente por Ladislau de Souza Mello Netto, que fez uma primeira tradução. Diante de críticas e da dificuldade em encontrar Joaquim Alves da Costa, a localidade exata e a pedra, Ladislau Netto declarou em um momento mais tarde serem apócrifas as inscrições. O francês Ernest Renan afirmou serem as inscrições fenícias, com idade de cerca de 3000 anos. Quase um século depois, nos anos 1960, nos EUA, Cyrus H. Gordon, da Universidade Brandeis, em Boston, reconhecida autoridade em línguas mediterrâneas, confirmou serem inscrições fenícias e as traduziu. Gordon era de opinião que a inscrição continha elementos de estilo fenício que eram desconhecidos no século XIX e concluiu que era genuína. Seu texto em português é:

Somos filhos de Canaã, de Sidon, a cidade do rei. O comércio nos trouxe a esta distante praia, uma terra de montanhas. Sacrificamos um jovem aos deuses e deusas exaltados no ano de 19 de Hirão, nosso poderoso rei. Embarcamos em Ezion-Geber, no mar Vermelho, e viajamos com 10 navios. Permanecemos no mar juntos por dois anos, em volta da terra pertencente a Ham (África), mas fomos separados por uma tempestade, nos afastamos de nossos companheiros e, assim, aportamos aqui, 12 homens e 3 mulheres. Numa nova praia que eu, o almirante, controlo. Mas auspiciosamente passam os exaltados deuses e deusas intercederem em nosso favor.

Segundo Johnni Langer, em sua tese de doutorado: "Os debates e a polêmica em torno dessa inscrição persistem até hoje, a exemplo da pedra de Kensington (EUA, descoberta ao final do séc. XIX). Desde 1872, a maioria dos estudos epigráficos apontam a inscrição da Paraíba como fraudolenta: S. Euting (1873-74), M. Schlottmann (1874), J. Friedrich (1968), F. M. Cross Jrs. (1968), O. Eissfeldt (1970) e Hartmut Schmokel (1970). Quatro epigrafistas defenderam sua autenticidade: Cyrus Gordon (1967), L. Deleat (1969), Lienhard Oelekat (1968), Alb van den Branden (1968). As duas maiores autoridades em feniciologia do Oitocentos, Ernest Renan e J. Bargés, ao que sabemos, omitiram-se de qualquer opinião. Outro estudioso, Jacob Prag (1874), discordou da análise de S. Euting, mas também não elaborou maiores comentários." Langer escreve que "O realizador do documento conhecia muito bem os membros do Instituto, pois endereçou a carta para seu presidente, o Marquês de Sapucaí"

## Inscrição da “Pedra-lavrada na província da Paraíba”, em Jardim do Seridó, RN
A interpretação de Bernardo de Azevedo da Silva Ramos para a inscrição de “Pedra-lavrada na província da Parahiba”, registrada por Francisco Pinto (1864) e Francisco Soares Retumba (1886), que Ludwig Schwennhagen acreditou se localizar em Jardim do Seridó, Rio Grande do Norte, na margem do rio Seridó, e que Silva Ramos considera de origem grega, é:
“700 / Signos / Capricórnio / Pégaso / Peixe / Carneiro / Touro / Dióscros / Caranguejo / Leão / Virgem / Balança / Escorpião / Sagitário / Vênus / Serpentuário / Hidra / Serpente / Cisne / Staurus / Iléias / Hyades / Centauro / Baleia / Orion / Ursa Maior / Ursa Menor / Boeiro / Coroa (boreal) / Hércules / Lira / Eridano / Perseu / Águia / Cão Pequeno / Molossos / Lebre / Delfim / Cérbero / Lobo / Íris/Flecha / Triângulo / Júpiter / Marte / Luz / Sol / Saturno / Mercúrio / Terra / Cocheiro / Taça / Corvo / Navio / Altar /”.

## Avaliação acadêmica
Marshall B. McKusick revisou e refutou várias teorias acerca de fenícios e cananeus no Novo Mundo; ele observou que "na atualidade, todos desejam ser sua própria autoridade, e a busca pessoal por alternativas culturais parece fazer toda a teoria ou ideia igual em valor." Glenn Markoe disse que "provavelmente nunca se saberá" se fenícios realmente chegaram às Américas. Ele observa:

A prova em forma de inscrição, como o celebrado texto fenício alegadamente encontrado na Paraíba, no norte do Brasil, permanece inverossímil. A última, que conta o desembarque de um grupo levado pela tempestade desde Sidon, tem sido amplamente considerada uma falsificação habilidosa. Se tão fatídica expedição tivesse realmente ocorrido, teria sido mais provável encontrar a prova num punhado de fragmentos de cerâmica fenícios.
Ronald H. Fritze discute a história dessas teorias do século XVII ao XX concluindo que, ainda que tecnicamente possíveis,

...não se descobriu nenhuma evidência arqueológica para provar as argumentações de Irwin, Gordon, Bailey, Fell e outros. Posto que inclusive a efêmera presença nórdica na Vinlândia deixou restos arqueológicos evidentes em L'Anse aux Meadows, na Terra Nova, parece lógico que a suposta presença de fenícios e cartaginenses teria deixado evidências similares. A ausência desses restos é uma forte evidência circunstancial de que fenícios e cartaginenses nunca chegaram ao continente americano.

## Outros proponentes
Outros proponentes da teoria ou variações são:
- Zelia M. M. Nuttall (1857–1933), arqueologista e antropóloga estadunidense[24]
- Barry Fell (Howard Barraclough Fell) (1917–1994), professor de zoologia invertebrada no Harvard Museum of Comparative Zoology. Fell é mais conhecido por seu trabalho controverso em epigrafia do Novo Mundo.[25]